# Platinum (miejscowość)
Platinum – miasto w Stanach Zjednoczonych, w stanie Alaska, w okręgu Bethel.